# Ramphotyphlops pilbarensis
Austrotyphlops pilbarensis е вид змия от семейство Червейници (Typhlopidae). Видът не е застрашен от изчезване.

## Разпространение
Разпространен е в Западна Австралия.